# Meldola
Meldola är en ort och kommun i provinsen Forlì-Cesena i regionen Emilia-Romagna i Italien. Kommunen hade 9 961 invånare (2018).